# Svenska Glasskiosken
Svenska Glasskiosken AB var ett företag ägt av Nestlé och Ingman Foods (nuvarande Arla Ingman Oy Ab). Företagets affärsidé var att sälja och marknadsföra redan kända glassprodukter, bland annat från tidigare Åhus Glass. Företaget hade 2004 en marknadsandel på ungefär 10 procent.
I slutet av 2005 sålde Ingman sin andel i företaget till Nestlé, men behöll varumärkena Tofuline och Åhus Glass som fortsatt användes på licens. Ett år senare meddelas det att Nestlé från årsskiftet 2006/2007 skulle samarbeta med Diplom-Is Sverige AB (som år 2004 köpte Triumf Glass). Därmed kommer Diplom-Is sälja glass under Nestlés varumärken och Svenska Glasskiosken upphör.